# Vallaris glabra
Vallaris glabra là một loài thực vật có hoa trong họ La bố ma. Loài này được (L.) Kuntze miêu tả khoa học đầu tiên năm 1891.

## Hình ảnh

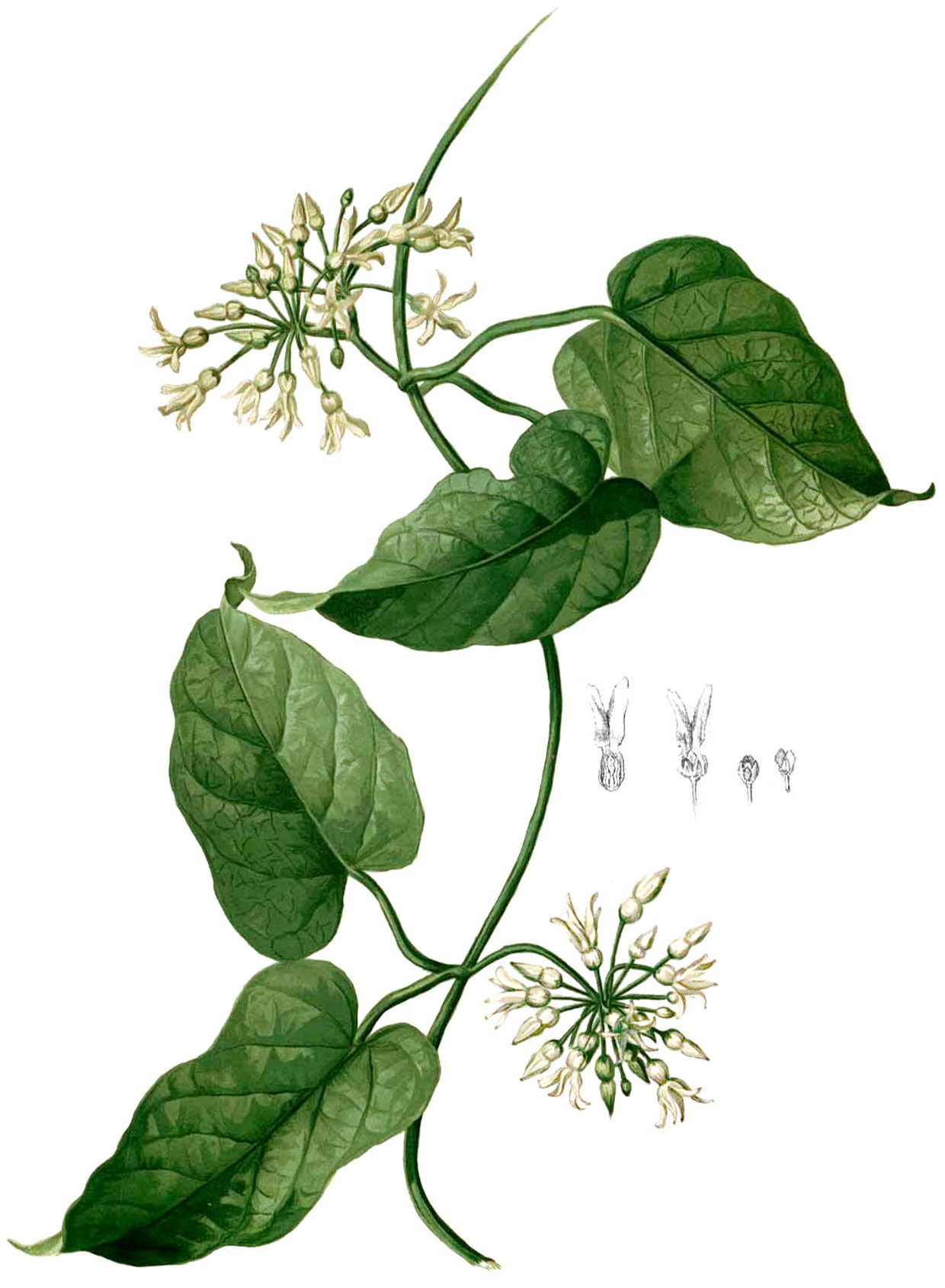
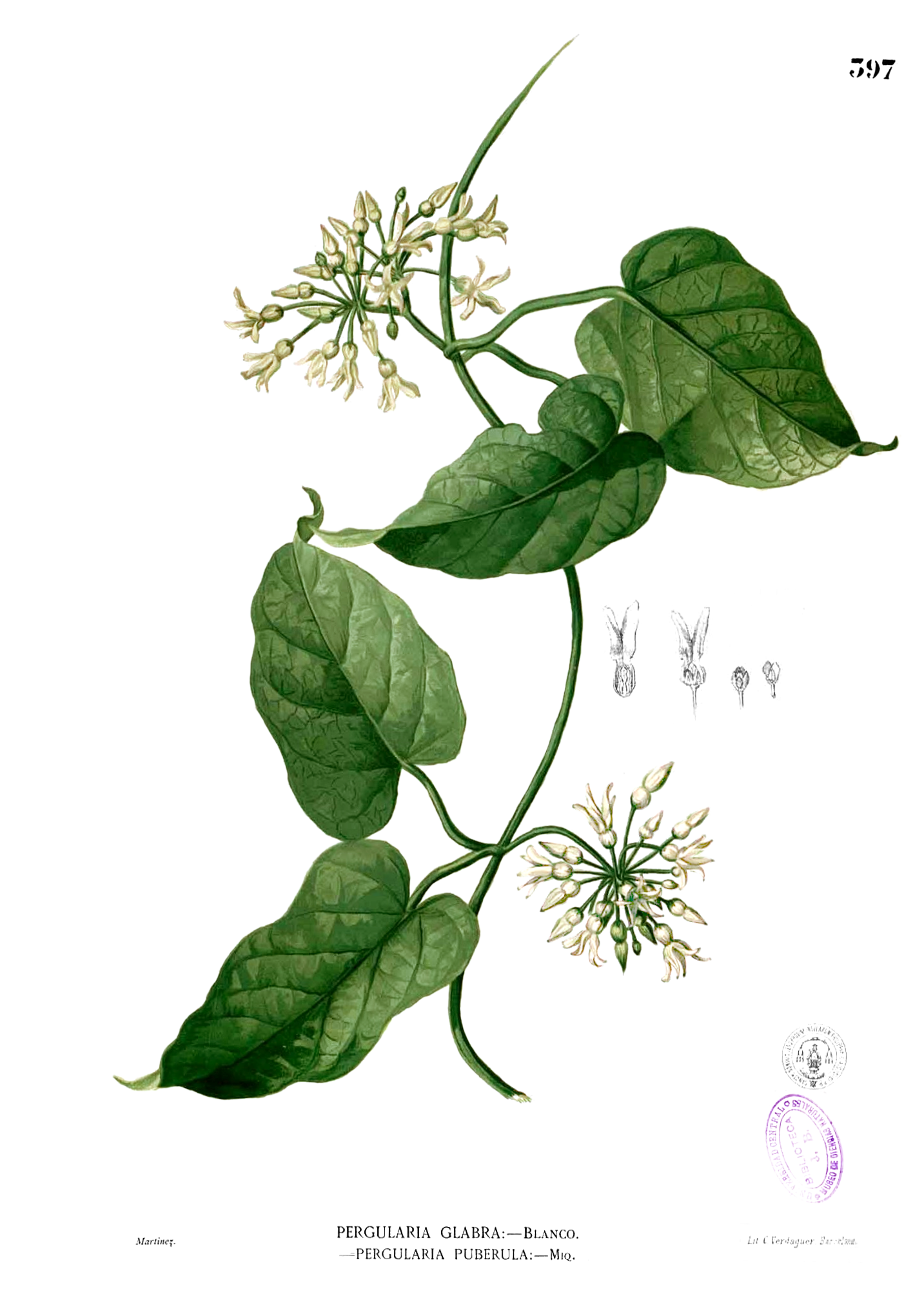
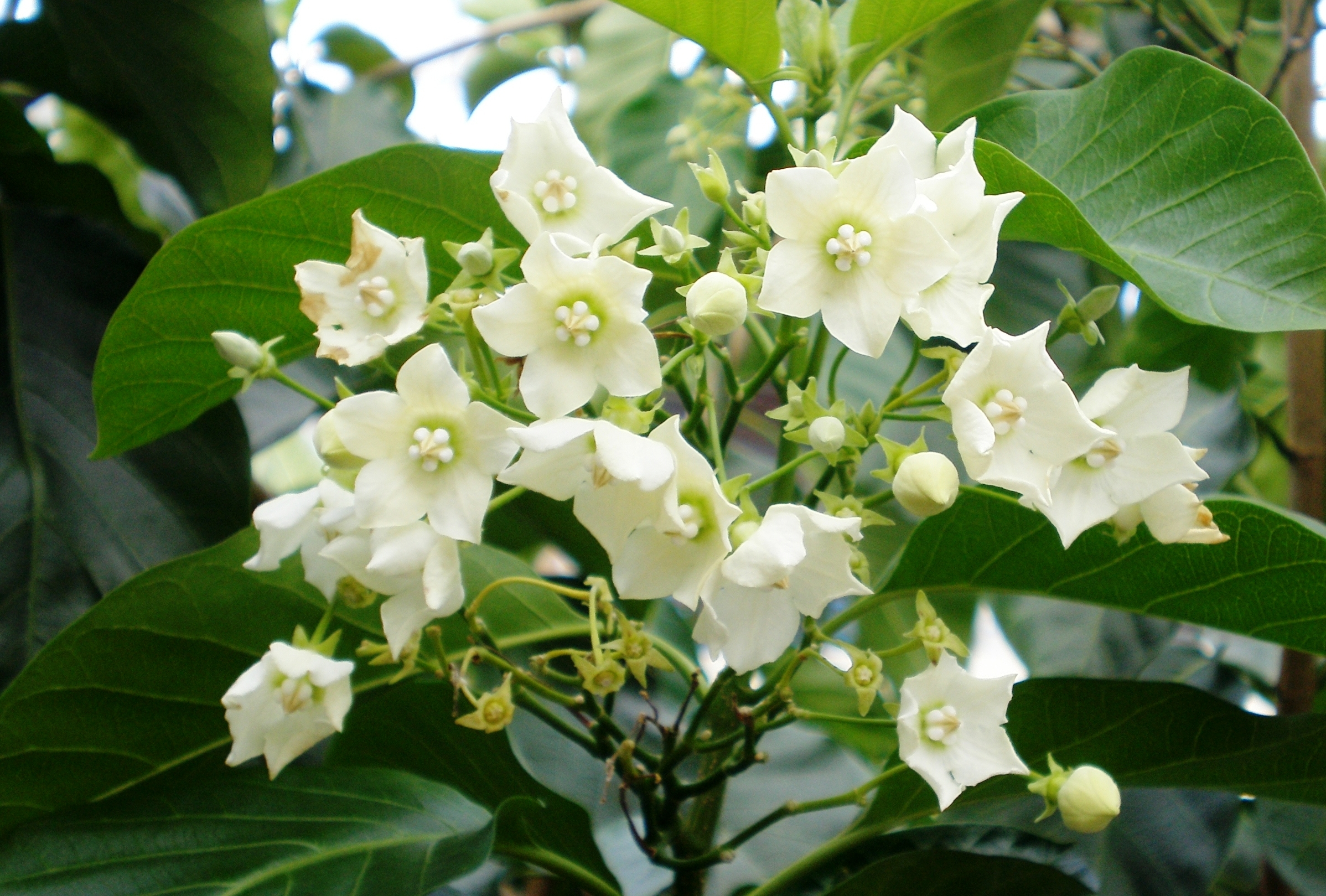
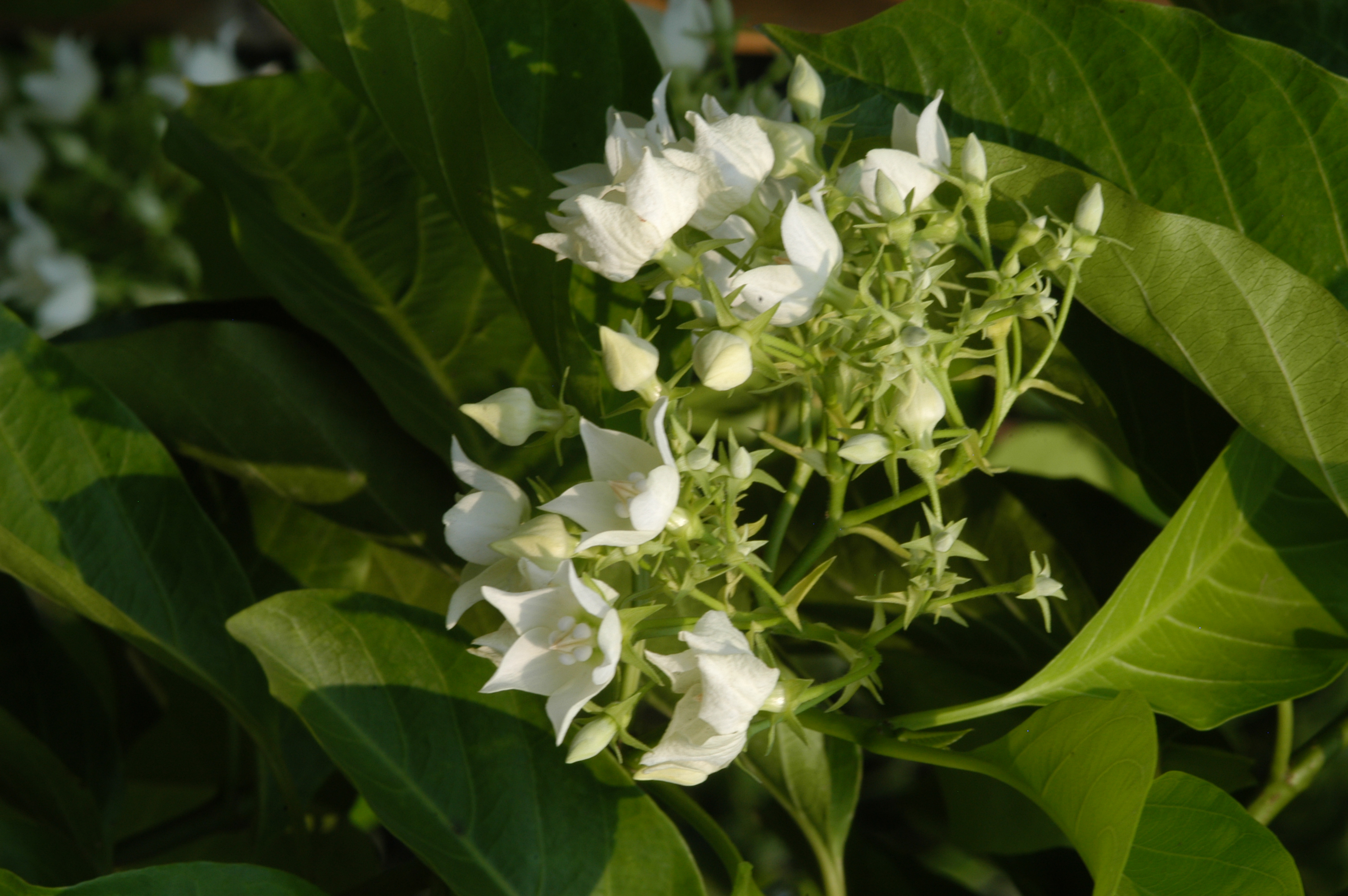